# (400136) 2006 UE188
(400136) 2006 UE188 es un asteroide perteneciente al cinturón de asteroides, descubierto el 19 de octubre de 2006 por el equipo del Catalina Sky Survey desde el Catalina Sky Survey, Arizona, Estados Unidos.

## Designación y nombre
Designado provisionalmente como 2006 UE188.

## Características orbitales
2006 UE188 está situado a una distancia media del Sol de 2,594 ua, pudiendo alejarse hasta 3,185 ua y acercarse hasta 2,004 ua. Su excentricidad es 0,227 y la inclinación orbital 11,96 grados. Emplea 1526,78 días en completar una órbita alrededor del Sol.

## Características físicas
La magnitud absoluta de 2006 UE188 es 17.